# آرثر هيلي
آرثر هيلي (بالإنجليزية: Arthur Hailey)‏ (5 أبريل 1920، لوتن في المملكة المتحدة - 24 نوفمبر 2004، ناساو في باهاماس)؛ كاتب سيناريو، كاتب وروائي كندي-بريطاني.

## روابط خارجية
- آرثر هيلي على موقع IMDb (الإنجليزية)
- آرثر هيلي على موقع مونزينجر (الألمانية)
- آرثر هيلي على موقع ألو سيني (الفرنسية)
- آرثر هيلي على موقع أول موفي (الإنجليزية)
- آرثر هيلي على موقع قاعدة بيانات الأفلام السويدية (السويدية)
- آرثر هيلي على موقع إن إن دي بي (الإنجليزية)
- آرثر هيلي على موقع قاعدة بيانات الفيلم (الإنجليزية)
- آرثر هيلي على موقع كينوبويسك (الروسية)